# Henri Verneuil
Henri Verneuil, de nom Achod Malakian (en armeni: Աշոտ Մալաքյան) (Rodostó, Imperi Otomà, 15 d'octubre de 1920 − Bagnolet, Illa de França, França, 11 de gener de 2002) va ser un director de cinema i guionista francès d'origen armeni. Va explicar la seva infantesa en els seus dos darrers films: Mayrig i 588, rue Paradis.

## Biografia
Va néixer a Rodostó (Imperi Otomà), actualment Tekirdağ (Turquia). El desembre de 1924, petit refugiat que no parlava francès, Henri Verneuil desembarca amb 4 anys, al moll de la Joliette a Marsella, amb la seva família supervivent del genocidi armeni perpetrat pel govern Joves-turcs de l'Imperi Otomà.
Després d'estudis a l'escola dels Arts i Oficis d'Ais de Provença on es diploma el 1943, fa de periodista a la revista  Horizon  el 1944.
El 1947 té lloc la seva primera trobada amb Fernandel, per a un curtmetratge sobre Marsella Escale au soleil. Fernandel, ja famós, accepta rodar amb un director desconegut.
El 1949, «puja» a París, on aconsegueix una feina com a ajudant de direcció. Paral·lelament, roda diversos curtmetratges. Henri Verneuil realitza el seu primer llargmetratge La Table aux crevés amb Fernandel que hi interpreta Urbain Coindet . Fins a 1955, els dos homes col·laboraran: Le Fruit défendu, Brelan d'as també amb Michel Simon, Le Boulanger de Valorgue Carnaval, L'Ennemi public numéro un i Le Mouton à cinq pattes
Henri Verneuil coneix la consagració nacional el 1955 amb Des gens sans importance amb Jean Gabin. Seguiran altres pel·lícules com Paris, Palace Hotel, Une manche et la belle, Maxime amb Michèle Morgan i Le Grand Cap que marca el seu retrobament amb Fernandel.
El 1959 amb Fernandel roda La Vache et le Prisonier que serà un èxit mundial. El 1961, La MGM li passa un encàrrec de tres pel·lícules amb el trio Henri Verneuil (a la realització), Jean Gabin (actor principal) i Michel Audiard (al guió). D'aquesta col·laboració neix Le President el 1961, Un singe en hiver el 1962 amb Jean-Paul Belmondo i Mélodie en sous-sol el 1963 amb Alain Delon. Aquesta última pel·lícula dona definitivament al cineasta la seva reputació a escala internacional.
Des de llavors, Henri Verneuil es guanya l'estatus de director de superproduccions amb estrelles internacionals malgrat les crítiques de la Nouvelle Vague. L'èxit és a cada estrena. Enllaça amb Cent mille dollars au soleil amb Jean-Paul Belmondo, Lino Ventura i Bernard Blier; i Week-end à Zuydcoote sempre amb Belmondo el 1964. Marxa després als Estats Units a rodar L'hora 25 (La vingt-cinquième heure) el 1966 i La Bataille de San Sebastian el 1967. Totes dues amb Anthony Quinn.
De tornada a França, amb el suport de la 20th Century Fox, posa en escena Le Clan dels Siciliens el 1969. La pel·lícula reuneix tres grans estrelles del cinema francès: Jean Gabin, Lino Ventura i Alain Delon.
Henri Verneuil continua encadenant èxits. Per a la Columbia Pictures, produeix i dirigeix Le Casse el 1971: una pel·lícula d'acció on reuneix Jean-Paul Belmondo, Omar Sharif, Robert Hossein, Nicole Calfan, Dyan Cannon i Renato Salvatori; després La Serpent el 1972: una pel·lícula d'espionatge al voltant de Yul Brynner, Henry Fonda, Dirk Bogarde, Philippe Noiret, Michel Bouquet i Farley Granger el 1974, troba Jean-Paul Belmondo, que es converteix en el seu actor fetitxe, a Peur a la ville un film policiac produït per l'artista.
Henri Verneuil, sense deixar el cinema-espectacle, orienta la seva obra cap a la crítica política. Sempre amb Jean-Paul Belmondo, posa en escena Le Corps de mon ennemi el 1976, crítica d'un medi politicoburgès que es compromet amb l'univers del crim. Crea llavors la seva pròpia societat de producció V Films que li permet posar en taller I... comme Icare amb Yves Montand. El cineasta s'inspira en les experiències de Stanley Milgram sobre la submissió a l'autoritat i de l'assassinat del president americà John Fitzgerald Kennedy el 1963, per construir una investigació política el 1979. Després, el 1982 amb Mille milliards de dollars, interpretada per Patrick Dewaere: critica de multinacionals i de la mundialització.
Dirigeix la seva última pel·lícula de caràcter comercial el 1984: Les Morfalous amb Jean-Paul Belmondo amb qui coincideix per setena i última vegada.
En els anys 1990, Henri Verneuil canvia totalment de registre i es llança a la realització de pel·lícules intimistes. El 1991, escriu i posa en escena Mayrig (Mamà  en armeni) amb Omar Sharif i Claudia Cardinale. La pel·lícula és una adaptació de la seva pròpia novel·la, escrita el 1985 per retre homenatge a la seva mare morta alguns anys abans. El llibre és traduït a 37 llengües. Posa en marxa una continuació l'any següent, 588, rue Paradis. Richard Berry que va ser narrador de la primera part, porta la distribució. La pel·lícula clou la carrera del cineasta.
El 1996, rep un césar d'honor per al conjunt de la seva obra. El mateix any s'estrena una pel·lícula documental, Henri Verneuil 50 anys de cinema , relatant la carrera del cineasta.
El divendres 11 de gener de 2002, Henri Verneuil mor en una clínica de Bagnolet a l'edat de vuitanta-un anys. Les seves exèquies religioses són celebrades el dijous 17 de gener de 2002 a la Catedral armènia de Saint-Jean-Baptista de París, carrer Jean-Goujon, en presència d'Alain Delon, Charles Aznavour, Pierre Cardin, Gérard Oury, Pierre Schoendoerffer, Claudia Cardinale, Jean Piat, Michel Drucker, Guy Lux, Daniel Toscan du Plantier i Georges Cravenne. És enterrat al cementiri Saint-Pierre a Marsella.

## Filmografia[3]
| - 1947: Escale au soleil - 1948: - Cuba à Montmartre - Rythmes de Paris - Un juré bavard - 1949: - À la culotte de zouave - À qui le bébé ? - Entre deux trains - La Kermesse aux chansons - Les Nouveaux Misérables - Trente-troisième chambre - Une journée amb Jacques Hélian et son orchestre - 1950: - Les chansons s'envolent - Pipe chien - On demande un bandit - Maldonne - La Légende de Terre-Blanche - L'Art d'être courtier - 1960: La Française et l'Amour - segment « L'Adultère » | - 1951: La Table aux crevés (+ guionista) - 1952: Le Fruit défendu (+ guionista) - 1952: Brelan d'as - 1953: Le Boulanger de Valorgue - 1953: Carnaval - 1953: L'Ennemi public numéro un - 1954: Le Mouton à cinq pattes (+ guionista) - 1955: Les Amants du Tage - 1955: Des gens sans importance (+ guionista) - 1956: Paris, Palace Hôtel (+ guionista) - 1957: Une manche et la belle (+ guionista) - 1958: Maxime (+ guionista) - 1959: Le Grand Cap (+ guionista) - 1959: La Vache et le Prisonier (+ guionista) - 1960: L'Affaire d'une nuit - 1961: Le President (+ guionista) - 1961: Les lions sont lâchés - 1962: Un singe en hivern - 1963: Mélodie en sous-sol - amb Jean Gabin, Alain Delon - 1963: Cent mille dollars au soleil (+ guionista) - 1964: Week-end à Zuydcoote - 1967: L'hora 25 (La vingt-cinquième heure) (+ guionista, adaptació de la novel·la homònima de Virgil Gheorghiu) - 1967: The Guns for San Sebastian - 1969: Le Clan des Siciliens (+ guionista) - 1971: Le Casse (+ guionista) - 1972: Le Serpent (+ guionista) - 1974: Peur a la ville (+ guionista) - 1976: Le Corps de mon ennemi (+ guionista) - 1979: I... comme Icare (+ guionista) - 1982: Mille milliards de dollars (+ guionista) - 1984: Les Morfalous (+ guionista) - 1991: Mayrig (+ guionista) - 1992: 588, rue Paradis (+ guionista) |

## Premis i nominacions[4]

### Premis
- 1973: Premi Nessim-Habif
- 1996: César d'honor pel conjunt de la seva carrera

### Nominacions
- 1956: Oscar al millor guió original per Le Mouton à cinq pattes
- 1964: Palma d'Or per Cent mille dollars au soleil
- 1980: César a la millor pel·lícula per I... comme Icare
- 1980: César al millor guió original o adaptació per I... comme Icare